# Rhaphidophora falcata
Rhaphidophora falcata — вид квіткових рослин із родини Araceae, роду Rhaphidophora. Це ліана, рідним ареалом якої є південь півострова Таїланд і північ півострова Малайзія.